# Supercoppa islandese 2021 (pallavolo femminile)
La Supercoppa islandese 2021, 4ª edizione della Supercoppa nazionale femminile di pallavolo, si è svolta il 15 settembre 2021: al torneo hanno partecipato due squadre di club islandesi e la vittoria finale è andata per la prima volta all'Afturelding.

## Regolamento
La formula ha previsto una gara unica.

## Squadre partecipanti
| Squadra      | Qualificazione                     |
| ------------ | ---------------------------------- |
| Afturelding  | Vincitrice Úrvalsdeild 2020-21     |
| HK Kópavogur | Vincitrice Coppa d'Islanda 2020-21 |

## Torneo
| 15 settembre 2021 Íþróttamiðstöðin að Varmá, Mosfellsbær Durata: 1h:15 - Spettatori: 92 | Afturelding | 3 - 0 | HK Kópavogur | 26-24, 25-11, 25-18 |